# Tanjung Datu
 (février 2015).

Tanjung Datu (en indonésien) ou Tanjong Dato en malaisien ("le cap du seigneur") est un cap qui constitue la pointe nord-ouest de l'île de Bornéo. Situé sur la mer de Chine méridionale, il est divisé en deux, selon une ligne approximativement orientée nord-nord-est au sud-sud-ouest, entre l'Indonésie et la Malaisie.

## Géopolitique
En raison de tensions montantes en mer de Chine méridionale et d'un différend frontalier avec la Malaisie, la marine indonésienne va construire une base à Tanjung Datu.